# ニンキエウ区
ニンキエウ区（ニンキエウく、ベトナム語：Quận Ninh Kiều / 郡寧橋）は、ベトナム社会主義共和国のカントー市に存在する区 (郡)。面積は29.2 km²、人口は304,175人（2018年）である。

## 行政
ニンキエウ区は13の坊を管轄している。
- アンビン（An Bình / 安平）
- アンクー（An Cư / 安居）
- アンホア（An Hoà / 安和）
- アンホイ（An Hội / 安会）
- アンカイン（An Khánh / 安慶）
- アンラック（An Lạc / 安樂）
- アンギエップ（An Nghiệp / 安業）
- アンフー（An Phú / 安富）
- カイケー（Cái Khế / 丐契）
- フンロイ（Hưng Lợi / 興利）
- タンアン（Tân An / 新安）
- トイビン（Thới Bình / 太平）
- スアンカイン（Xuân Khánh / 春慶）